# Twinkle Khanna
Tina Jatin Khanna conocida como Twinkle Khanna, Punjabi: ਟਵਿੰਕਲ ਖੰਨਾ  (29 de diciembre de 1974) es una autora y ex-actriz india de cine que ha actuado en películas de Bollywood y en lengua telugu. Es la esposa del popular actor de Bollywood, Akshay Kumar y la hija de los actores establecidos, Dimple Kapadia y Rajesh Khanna. Después de salir de la industria cinematográfica en 2001, incursionó en el diseño de interiores y ahora es la copropietaria de The White Window store.

## Biografía
Twinkle Khanna nació el 29 de diciembre de 1973 en Mumbai, la primera de dos hijas de los veteranos actores de cine hindi Dimple Kapadia y Rajesh Khanna, con quien compartió su cumpleaños. Su abuelo materno, Chunnibhai Kapadia era un hombre de negocios gujarati y su padre Rajesh Khanna, nacido en una familia punjabi en Amritsar, Punjab, era de una familia de contratistas ferroviarios. Por el lado de su madre, es sobrina de Simple Kapadia, una actriz y diseñadora de vestuario a la que "adoraba". Su hermana Rinke Khanna y su primo Karan Kapadia también han actuado en películas.
Khanna asistió a la New Era High School, Panchgani y al Narsee Monjee College of Commerce and Economics. Después de terminar su clase 12, quería seguir una carrera como contadora pública y tomó el examen de ingreso, pero se unió a la industria cinematográfica debido a la insistencia de sus padres.
En 2001, Khanna hizo campaña para la elección de su padre en Nueva Delhi. Conoció a Akshay Kumar, por primera vez durante una sesión de fotos para la revista Filmfare. Se casaron el 17 de enero de 2001 y juntos tienen un hijo, Aarav y una hija, Nitara. Kumar a menudo le da crédito a Khanna por su éxito. En 2009, la revista People la incluyó como la cuarta celebridad mejor vestida de la India. En febrero de 2014, fue operada en el hospital Breach Candy para extirparle un cálculo renal.
En 2014, Khanna y su hermana vendieron la casa de su padre por 85 millones de rupias. Mantiene una cuenta de Twitter desde noviembre de 2014.

## Trayectoria
Khanna hizo su debut en la pantalla junto a Bobby Deol en el romance musical Barsaat (1995) de Rajkumar Santoshi. Fue elegida por Dharmendra y antes del estreno de la película, Khanna firmó para dos proyectos más. Tuvo un buen desempeño en taquilla y se convirtió en la sexta película más taquillera del año,  y recibió el Premio Filmfare al Mejor Debut Femenino por su actuación.  Al año siguiente interpretó papeles principales en la película de acción Jaan de Raj Kanwar y el romance Dil Tera Diwana de Lawrence D'Souza junto a Ajay Devgn y Saif Ali Khan respectivamente. Jaan fue un éxito de taquilla y Dil Tera Deewana no lo hizo bien. KN Vijiyan del New Straits Times escribió que "Khanna no parece una actriz hindi típica". Al reseñar Dil Tera Diwana  Vijiyan escribió sobre Khanna: "A diferencia de sus películas anteriores, ella se ve muy bien en todas sus escenas y puede actuar bien".
En 1997, se estrenaron dos películas con ella; Uff! Yeh Mohabbat e Itihaas . Ambas películas tuvieron un pobre desempeño en taquilla. Su único estreno en 1998 fue Jab Pyaar Kisise Hota Hai, que la presentó como el interés amoroso de Salman Khan y fue un éxito de taquilla. Khanna actuó junto a Akshay Kumar en dos películas de acción: International Khiladi y Zulmi (ambas de 1999). En la primera interpretó a una reportera de noticias que se enamora de un criminal al que entrevista. Ambas tuvieron un pobre desempeño en taquilla. Fue emparejada con Daggubati Venkatesh en la película en telugu Seenu (1999).
Khanna interpretó el papel principal en Baadshah (1999), con Shah Rukh Khan como detective. En el mismo año, actuó junto a Saif Ali Khan en Yeh Hai Mumbai Meri Jaan, una comedia romántica dirigida por Mahesh Bhatt. Fue emparejada con Aamir Khan en Mela (2000) de Dharmesh Darshan. Similar a Los siete samuráis en la historia, fue una película de recaudación media en taquilla. Chal Mere Bhai (2000) presentó a Khanna en una aparición especial junto a un papel principal en la comedia Joru Ka Ghulam, junto a Govinda. También actuó en la comedia dirigida por David Dhawan Jodi No.1 (2001). Su actuación en la película recibió malas críticas.
El director de cine Karan Johar admitió en una entrevista que Khanna estaba en su mente para el papel de Tina en Kuch Kuch Hota Hai, pero ella lo rechazó, y así Rani Mukerji fue contratada. Dejó la industria después de su matrimonio con Akshay Kumar en 2001, alegando que ya no disfrutaba de la profesión de actriz. Su última película fue Love Ke Liye Kuch Bhi Karega (2001), una nueva versión de la película en telugu Money (1993). La presentó junto a Fardeen Khan y fue una película que obtuvo una recaudación media en taquilla.

## Trabajo fuera de pantalla
En agosto y octubre de 1999, Khanna actuó en el concierto Awesome Foursome celebrado en el Shah Alam Outdoor Stadium, Malasia y en el concierto Magnificent Five en Birmingham (Inglaterra). Juhi Chawla, Shah Rukh Khan y Salman Khan la acompañaron en el primero, mientras que en el segundo actuó junto a Aamir Khan, Aishwarya Rai, Akshaye Khanna y Rani Mukherjee. Al año siguiente, formó parte del panel de jueces de Femina Miss India. Hizo su debut teatral como protagonista femenina en All The Best de Feroz Khan en febrero de 2001. En 2002, Khanna abrió su propia tienda de diseño de interiores en Crawford Market, Mumbai, llamada The White Window, en sociedad con su amiga de toda la vida Gurlein Manchanda. Desde entonces, la tienda ha recibido el Premio Internacional de Diseño Elle Decor. Abrió otra sucursal de la tienda en otro lugar de Mumbai. No tiene un título profesional y trabajó con un arquitecto durante dos años para aprender los procedimientos.  Durante su embarazo, practicó mapas y diseños utilizando CAD. Khanna hizo los interiores de las casas de Rani Mukerji,  Reemma Sen y Tabu,  apartamento de Kareena Kapoor en Bandra en 2008 y el estudio de diseño de Poonam Bajaj. A petición de uno de sus clientes, encargó a una empresa que fabricara un asiento de inodoro dorado. Khanna es la embajadora de la marca india de L'Oréal.
Khanna también ha patrocinado y diseñado el proyecto ORB de Supertech en Noida y otro proyecto residencial en Pune. Sin embargo, Khanna presentó una demanda contra Supertech por no pagar ₹ 10,4 millones (US$ 120.000) como honorarios de patrocinio.También es mentora de la Academia de Interiores del Instituto Internacional de Diseño de Moda. Khanna es la cofundadora de Grazing Goat Pictures y ha coproducido las películas Tees Maar Khan (2010) y Patiala House (2011). También hizo un cameo en la primera película. Khanna también ha coproducido Thank You (2011), Khiladi 786 (2012), 72 Miles (2013). También ha sido embajadora de la marca de relojes Movado y ha respaldado a Coca-Cola y Micromax Mobile. En diciembre de 2016, Khanna lanzó su casa de producción Mrs. Funnybones Movies, que finalmente coprodujo Pad Man. La película ganó el Premio Nacional de Cine de 2018 a la Mejor Película sobre Otros Temas Sociales.
Khanna es columnista en Daily News and Analysis after hours y The Times of India. Penguin Random House ha anunciado que el libro de Khanna, Mrs Funnybones, llegó a la lista de los más vendidos de Nielsen en el número 2 en su primera semana de ventas. Lanzado en Mumbai el 18 de agosto de 2015, el libro alcanzó el número 1 en la lista de los más vendidos de la tienda Kemps Corner de Crossword y recibió elogios de los lectores y la prensa, convirtiendo finalmente a Khanna en la autora femenina de mayores ventas en la India ese año. El segundo libro de Khanna, The Legend of Lakshmi Prasad, una colección de cuatro cuentos, lanzado en noviembre de 2016 vendió más de 100.000 copias. Su último libro, Pyjamas Are Forgiving (Juggernaut Books, 2018) se lanzó en septiembre de 2018 y la convirtió en la autora más vendida en la India en el año 2018, según Nielsen BookScan India. El editor informó que el libro debutó en el número 1 en la lista de los más vendidos de toda la India de Nielsen Bookscan y vendió más de 100.000 copias.
Khanna ha defendido activamente la causa de la higiene menstrual. Se unió a Save the Children para promover el derecho a la higiene menstrual entre los niños y las comunidades marginales. Fue invitada a hablar en la Universidad de Oxford en 2018. También fue invitada a formar parte de un panel eminente en las Naciones Unidas, Nueva York y también apareció en el programa BBC World Impact para hablar sobre la higiene menstrual y el saneamiento a nivel mundial. En 2019, Khanna también lanzó Tweak, una plataforma de medios digitales bilingües para mujeres.
En 2022, Khanna continuó sus estudios de maestría en escritura de ficción en Goldsmiths, Universidad de Londres, graduándose en 2024. Recibió una distinción por su disertación final y fue una de las finalistas del Premio Pat Kavanagh.